# Langraviato di Turingia
Il Langraviato di Turingia fu una circoscrizione territoriale del Regno dei Franchi Orientali nel Sacro Romano Impero, creata nel 1111/12 dall'imperatore Enrico V di Franconia e governata dai Langravi di Turingia come principi del Sacro Romano Impero. Esso sorgeva sul territorio che in precedenza era appartenuto a una marca di frontiera del Regno franco e dell'Impero carolingio.

## Antefatto storico

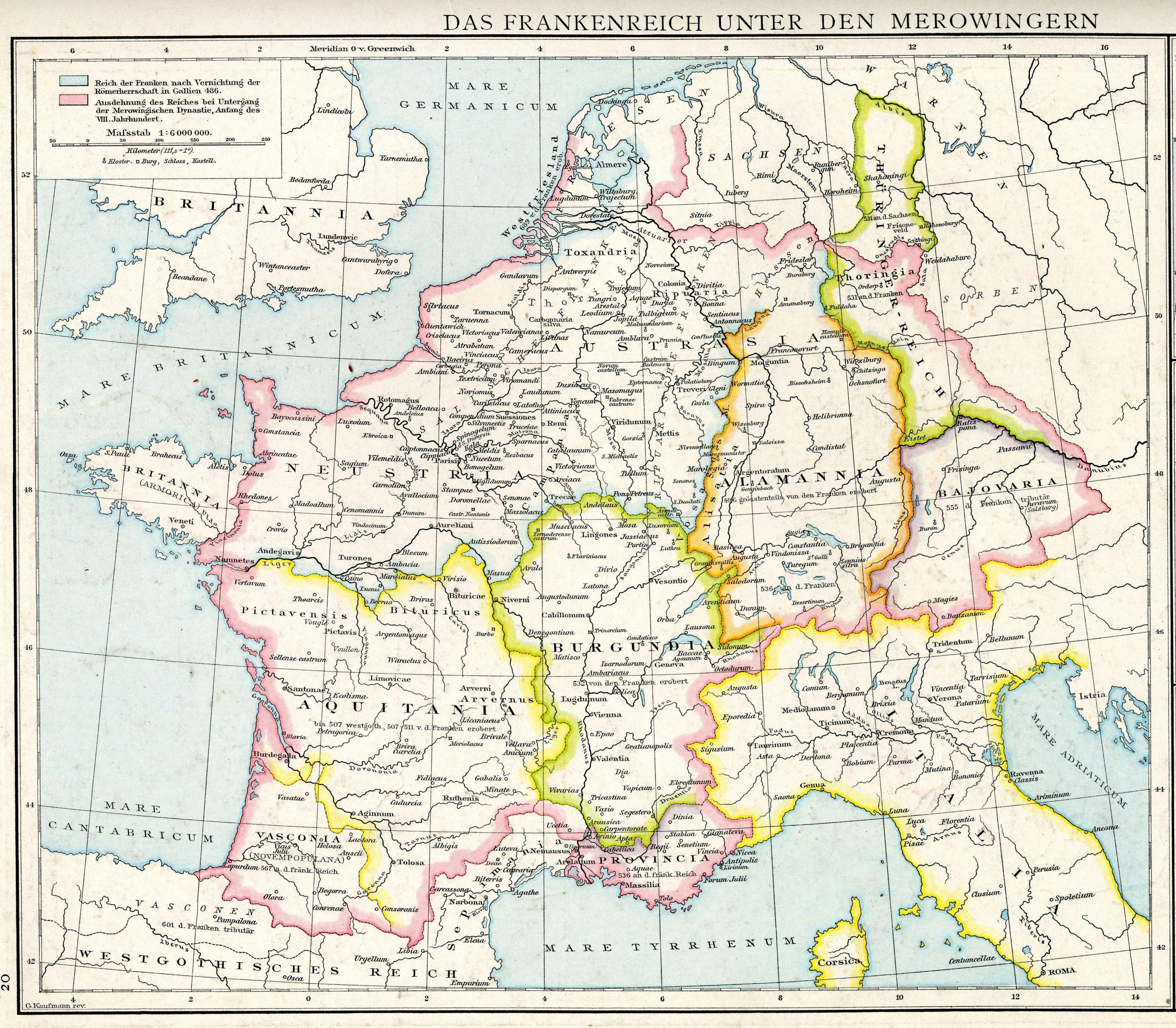
Il Regno franco nel 486 circa, con il regno dei Turingi ad est

### Regno dei Turingi
Il regno dei Turingi sorse all'epoca delle invasioni barbariche seguite al declino dell'Impero unno nell'Europa centrale a metà del V secolo, culminato nella loro sconfitta nel 454 nella battaglia del fiume Nedao. Il primo re di Turingia documentato fu Basino, vissuto attorno al 500 circa, che governò su un territorio che si estendeva a nord dei monti dello Harz, a sud del fiume Meno e a est del fiume Saale. Suo figlio e successore, Ermanfrido, sposò Amalaberga, nipote del re degli ostrogoti Teoderico il Grande. Quando Teoderico morì nel 526, i Franchi colsero l'occasione per invadere le terre dei Turingi, riportando una vittoria nella battaglia del fiume Unstrut del 531. Il re merovingio Teodorico di Reims riuscì a intrappolare e uccidere a Zülpich (Tolbiacum) Ermanfrido, ultimo re dei Turingi. Sua nipote la principessa Radegonda venne rapita da re Clotario I e morì in esilio nel 586. I Franchi si annessero le terre a sud del fiume Meno e la parte a est del fiume Saale, in seguito occupata dagli Slavi polabiani, mentre i territori a nord della catena dello Harz furono occupati dalla confederazione delle tribù sassoni.

### Marca franca
Nel 632, dopo che le sue truppe ebbero sconfitto quelle della confederazione slava di Samo nella battaglia di Wogastisburg, il re merovingio d'Austrasia Dagoberto I nominò un nobiluomo locale chiamato Radulfo duca (dux) della marca di frontiera di Turingia. Radulfo fu in grado di rendere sicuro il confine franco sul fiume Saale dalle incursioni slave. Ad ogni modo, secondo la Cronaca di Fredegario, nel 641/2 le sue vittorie "gli diedero alla testa" ed egli si alleò con Samo e si ribellò al successore di Dagoberto, re Sigeberto III, al punto da autoproclamarsi re (rex) di Turingia. Una spedizione punitiva guidata dal Maggiordomo di Palazzo franco Grimoaldo fallì e Radulfo fu in grado di mantenere la propria posizione semi-autonoma. A Radulfo successero Hedan I, poi Gosberto e infine Hedan II, il quale supportò l'attività missionaria nel territorio da lui governato. Dopo la morte di Hedan II, la dinastia degli Edonidi perse il controllo della Turingia a seguito dell'ascesa dei Pipinidi avvenuta nell'VIII secolo. Un conflitto con Carlo Martello attorno al 717–19 pose del tutto fine alla sua autonomia.

Il regno franco con la marca di Turingia

Nell'849, la parte orientale della Turingia venne organizzata come marca sorbiana, e posta sotto il diretto controllo di un comandante militare, un duca denominato Taculfo. Negli Annali di Fulda il suo titolo viene indicato come dux Sorabici limitis, oppure come dux Thuringorum, dal momento che il territorio in questione coincideva con l'antica marca. Nel 873, dopo la morte di Taculfo, il controllo della marca passò a suo figlio Radulfo III, sotto il quale i Sorbi insorsero. Nell'880, re Ludovico rimpiazzò Radulfo con Poppone, suo uomo di fiducia. Poppone istigò una guerra con la Sassonia nell'882 e nell'883 con suo fratello Egino combatté una guerra civile per il controllo della Turingia dalla quale quest'ultimo uscì vittorioso. Egino morì nell'886 e Poppone riprese il controllo. Nell'892, re Arnolfo rimpiazzò Poppone con Corrado. Questo fu un atto di benevolenza del re verso la casata di Corrado, i Corradinidi appunto, che ben presto entrarono in lotta coi Babenberg di Poppone. Il governo di Corrado ad ogni modo fu piuttosto breve principalmente per la mancanza di un supporto locale. Venne rimpiazzato da Burcardo, il cui titolo nel 903 era marchio Thuringionum, "margravio dei Turingi". Burcardo dovette difendere la Turingia dalle incursioni dei Magiari e venne ucciso in battaglia il 3 agosto 908. Alla morte di Burcardo, i suoi figli entrarono in conflitto con Enrico l'Uccellatore, che li espulse dalla Turingia nel 913, e la marca finì per essere assorbita dal ducato di Sassonia.

## Storia
Nel X secolo, sotto il regno dei Franchi Orientali gran parte della Turingia era controllata dai conti di Weimar e dai margravi di Meißen. Secondo il cronista medievale Tietmaro di Merseburgo, il magravio Eccardo I († 1002) venne nominato duca della marca sorbiana o dei Turingi. Dopo il suo assassinio nel 1002, il conte Guglielmo II di Weimar si fece portavoce dei Turingi presso Enrico II. Nel 1111/12 l'imperatore riorganizzò la Turingia sulla base di un langraviato e il conte Ermanno I di Winzenburg venne nominato langravio di Turingia ed è la prima menzione di una successione dalla Sassonia, il quale ad ogni modo si schierò col papato nella lotta per le investiture.

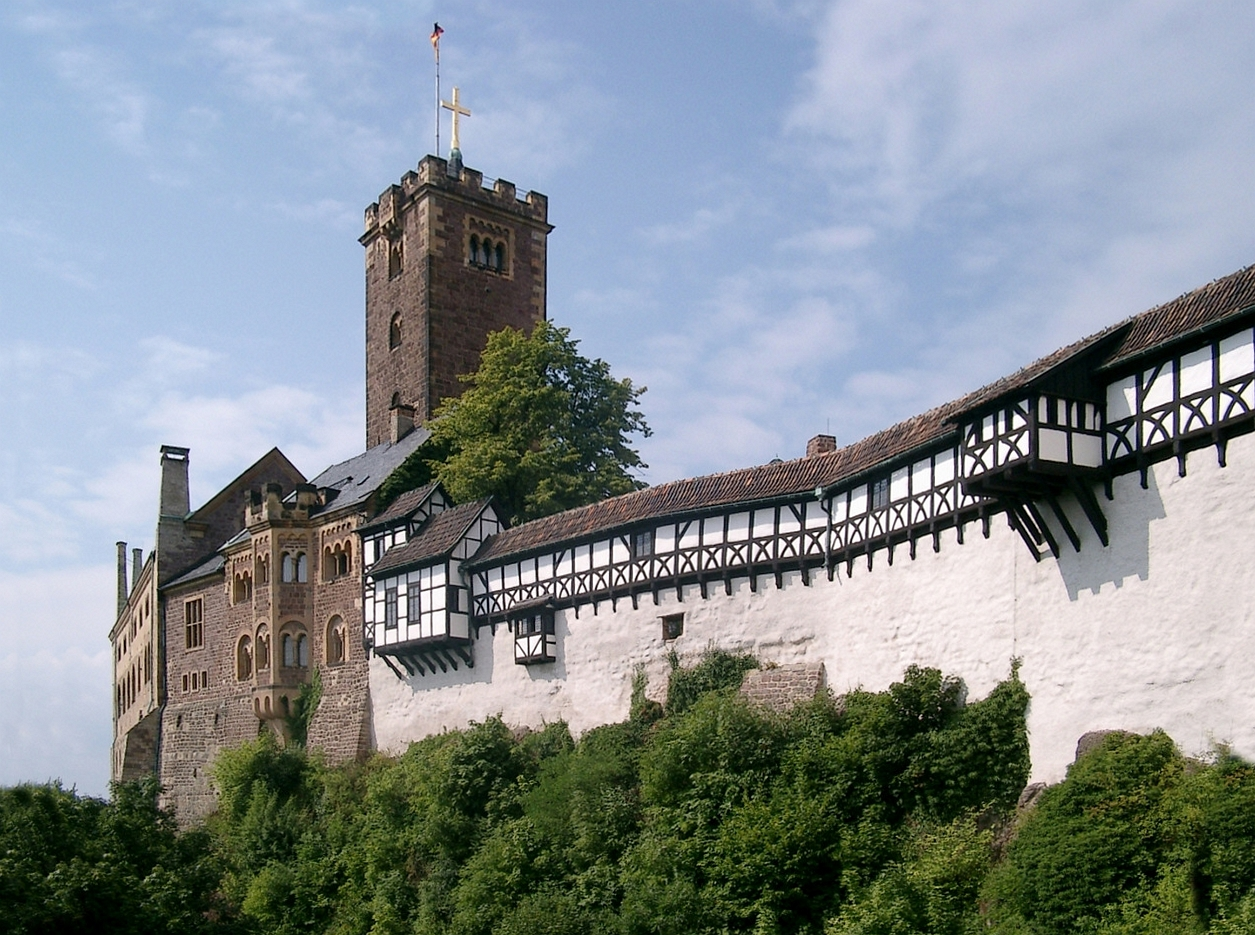
Il castello di Wartburg

Nel frattempo, l'aristocratico francone della dinastia Ludovingia Luigi il Saltatore (1042–1123) pose le basi per l'erezione del castello di Wartburg, che divenne residenza dei suoi discendenti che, a partire da suo figlio Ludovico I prestarono servizio come langravi di Turingia. Ludovico I aveva sposato la contessa francona Edvige di Gudensberg ed era divenuto anche erede dei suoi possedimenti in Turingia ed in Assia. Strenuo alleato di re Lotario II contro gli Hohenstaufen, venne nominato langravio di Turingia nel 1131. La dinastia mantenne il langraviato attraverso fiere lotte contro gli Hohenstaufen ed i Guelfi, cambiando fazione a seconda delle circostanze.

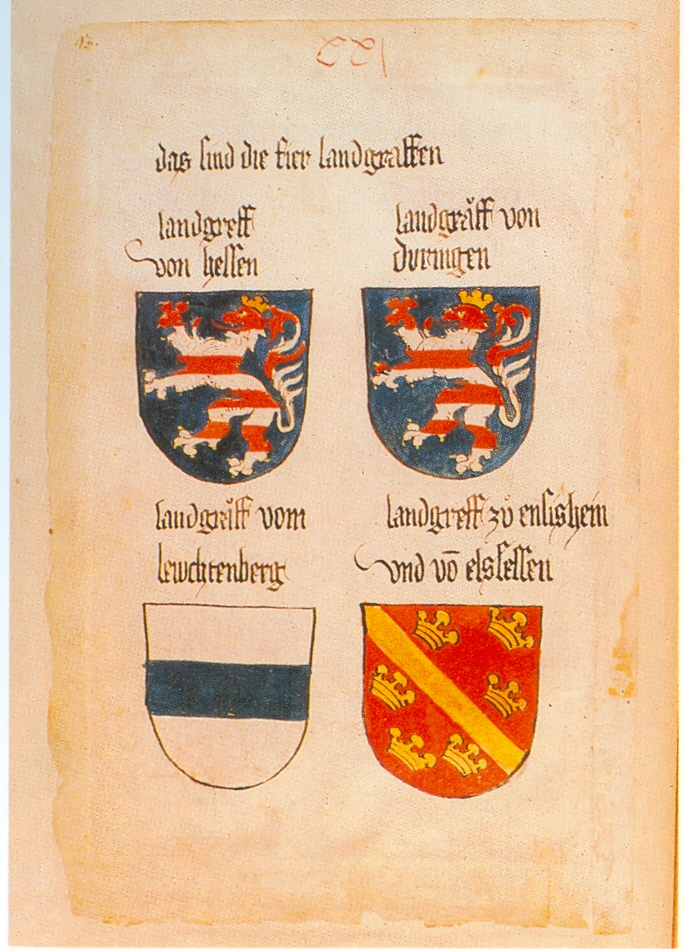
Stemma dei langraviati d'Assia e Turingia, Codex Ingeram, c. 1459

 Oltre a Wartburg, i langravi Ludovingiani avevano eretto altre residenze come il castello di Neuenburg presso Friburgo ed il castello di Marburgo in Assia. Nell' "Età d'oro" degli Hohenstaufen, la Turingia divenne un centro della cultura lingua alto-tedesca media, sintetizzata dal leggendario Sängerkrieg di Wartburg, o dal ministero di sant'Elisabetta d'Ungheria, figlia di re Andrea II d'Ungheria. Quando il langravio Ludovico IV la sposò nel 1221, la dinastia Ludovingiana divenne nota tra le più importanti del Sacro Romano Impero. Sotto il governo dei langravi privilegi comunali vennero conferiti a Mühlhausen e Nordhausen che divennero libere città imperiali, mentre la città più grande, Erfurt, rimase possedimento dell'principi-arcivescovi di Magonza. I langravi mantennero stretti legami con l'ordine Teutonico, consentendo loro di aprire diverse commende ad est della Saale, come ad Altenburg ed a Schleiz, con sede amministrativa del baliaggio turingio a Zwätzen presso Jena.
L'ultimo langravio di Turingia Enrico Raspe raggiunse la nomina come governatore per conto dell'imperatore Federico II nel 1242. Ad ogni modo, quando Federico venne dichiarato deposto da papa Innocenzo IV nel 1246, egli si assicurò il sostegno degli arcivescovi Sigifredo III di Magonza e Corrado di Colonia e si fece eleggere egli stesso anti-re di Germania. Soprannominato ironicamente rex clericorum il suo governo rimase in disputa, pur essendo stato in grado di battere le truppe del figlio di Federico, Corrado IV l'anno successivo. La sua eredità venne contesa sia dalla casata dei Wettin col margravio Enrico III di Meißen, figlio di Jutta di Turingia, che dalla duchessa Sofia di Brabante, figlia dell'ultimo langravio Ludovico IV - conflitto che portò alla guerra di successione della Turingia.
Come risultato, Enrico di Meißen ottenne il grosso della Turingia nel 1264, mentre i possedimenti assiani dei langravi andarono a costituire il Langraviato d'Assia sotto il governo del figlio di Sofia, Enrico I. I margravi di Meißen della dinastia dei Wettin mantennero il titolo langraviale. Alla morte del margravio Federico III di Meißen i suoi fratelli si divisero la sua eredità nel 1382 con la Divisione di Chemnitz, dove la Turingia pasò a Baldassarre. Alla morte del langravio Federico IV nel 1440, la Turingia passò a suo nipote l'elettore Federico II di Sassonia, eredità in conflitto con suo fratello Guglielmo III che portò nel 1445 alla Divisione di Altenburg ed alla Guerra fratricida sassone sulle terre dei Wettin. Le terre della Turingia passarono a Guglielmo III, e quando questi morì senza eredi nel 1482, l'elettore Ernesto ereditò il langraviato, unendo quindi tutte le terre dei Wettin sotto il suo controllo. Dopo il Trattato di Lipsia del 1485, la Turingia venne suddivisa nei Ducati ernestini e nei ducati albertini di Sassonia.

## Governanti

### Winzenburgi
- 1111/1112-1122 Ermanno I di Winzenburg († 1122)
- 1122-1130 Ermanno II di Winzenburg († 1152)

### Ludovingi
- 1031-1056 Luigi il Barbuto
- 1056-1123 Luigi il Saltatore
- 1123-1140 Ludovico I (primo Langravio effettivo dal 1131)
- 1140-1172 Ludovico II
- 1172-1190 Ludovico III
- 1190-1217 Ermanno I
- 1217-1227 Ludovico IV
- 1227-1241 Ermanno II
- 1241-1242 Enrico Raspe

### Wettin
- 1242-1265 Enrico III di Meißen
- 1265-1294 Alberto II di Meißen

### Sotto il Sacro Romano Impero
- 1294-1298 Adolfo di Nassau
- 1298-1307 Alberto d'Asburgo

### Wettin
- 1298-1307 Teoderico
- 1298-1323 Federico I
- 1323-1349 Federico II
- 1349-1381 Federico III
- 1349-1382 Guglielmo I
- 1349-1406 Baldassarre
- 1406-1440 Federico IV